# 3ème temps
3ème temps (in italiano, Terzo Tempo) è il terzo album di Grand Corps Malade, uscito nel 2010.
Anche in questo, come nel precedente Enfant de la ville, i brani sono per la maggior parte cantati a cappella o accompagnati da una base minimalista.
Nella traccia numero sette, Tu Es Donc J'apprends, Grand Corps Malade duetta con Charles Aznavour, mentre nella canzone L'Heure D'été si trova la collaborazione di Élise Oudin-Gilles.

## Tracce
1. 1er Janvier 2010 – 3:25 (J.B. Dambroise / Grand Corps Malade)
2. Définitivement – 3:31 (Dorothée Daniel / Grand Corps Malade)
3. À L'école De La Vie – 4:16 (Marc Berthoumieux / Grand Corps Malade)
4. Roméo Kiffe Juliette – 3:35 (Grand Corps Malade / S Petit Nico)
5. Éducation Nationale – 3:40 (J.B. Dambroise / Grand Corps Malade)
6. J'attends – 2:40 (J.B. Dambroise / Grand Corps Malade)
7. Tu Es Donc J'apprends (feat. Charles Aznavour) – 4:20 (Charles Aznavour / Grand Corps Malade)
8. Un Verbe – 2:29 (Gilles Bourgain / Grand Corps Malade)
9. Rachid Taxi – 3:51 (Elie Chemali / Grand Corps Malade)
10. Jour De Doute – 3:51 (Baptiste Charvet / Grand Corps Malade)
11. Bulletin Météo – 2:27 (Grand Corps Malade / Xavier Zolli)
12. À Montréal – 3:08 (Grand Corps Malade / Yann Perreau)
13. Nos Absents – 2:54 (Grand Corps Malade / Benoît Simon)
14. L'Heure D'été (feat. Élise Oudin-Gilles) – 3:34 (Grand Corps Malade)

Durata totale: 47:41